# Isaac Kaduri
Isaac Kaduri (Bagdad, Irak ¿1902?-Jerusalén, Israel, 28 de enero de 2006) fue un renombrado rabino y cabalista que dedicó su vida al estudio de la santa Torá y a la oración por el pueblo judío. El rabino Kaduri enseñó y practicó la kavaná de Shalom Sharabi.
Sus bendiciones y amuletos fueron ampliamente vendidos para curar enfermedades e infertilidad; sin embargo, no publicó libros religiosos. En el momento de su muerte se estima que su edad estaba entre los 103 y los 118 años, pues la fecha de su nacimiento está actualmente en discusión.

## Juventud
Según una entrevista publicada por la revista mishpacha, nació en 1902 en la ciudad de Bagdad que en esa época era parte del imperio turco otomano.
En su juventud, Kaduri fue un excelente estudiante y empezó a aprender la Cábala, estudio que duró toda su vida. Fue un estudiante de Ben Ish Chai (Rabí Yosef Chaim de Bagdad) y estudió en Zilka Yeshivah en Bagdad.
El Rab Kaduri se mudó al Mandato británico de Palestina (Eretz Israel, la tierra prometida) en 1923 bajo el consejo de los ancianos de Bagdad, que esperaban que su erudicción y piedad pudieran detener la incursión del sionismo en el estado de la posguerra de la Segunda Guerra Mundial. Fue entonces cuando cambió su nombre de Diba a Kaduri.
Rab Kaduri contrajo matrimonio a sus 40 años, el 17 de diciembre de 1926 (12 Téveth 5687) según los registros de la Rabbanout en Israël, con la venerada Rabbanit Sarah Sadira Nakache. 
Tal como lo indica el proverbio: « detrás de un gran hombre siempre hay una gran mujer », la Rabbanit Sarah Sadira acompañó al Rab, apoyando su misión espiritual bajo una vida completamente austera, a fin de hacer engrandecer y magnificar la Torá. Su modesta casa, en la calle Fíchel en Jerusalén, no contaba más que con lo estrictamente necesario para vivir; no obstante, allí se recibía a todo aquel visitante que deseaba la bendición del Rab o a quienes lo acompañaban en el estudio de los misterios de la Torá. La Rabbanit, una mujer de quien se testifica fue una mujer virtuosa, silenciosa, falleció como causa de un paro respiratorio durante la conmemoración de lag baomer. Se dice que aquel día, el Rab Kaduri fue informado del infortunado suceso, justo cuando se encontraba elevando plegarias. En honor al alma de su amada esposa, durante la recitación del « shema Israel » el Rabino elevó su voz muy alto para, también con ello, elevar al cielo el alma de aquella mujer virtuosa. 
Más adelante, cuatro años después, a la edad de 100 años, el Rab se volvería a casar con la Rabbanit Dorit Ben Yehuda, respetando las palabras del verso « no es bueno que un hombre esté solo », fiel a las palabras Del Rabbi Shimon Bar Yojai en el sagrado Zóhar, el Rab vivió una vida de un alto nivel de santidad y pureza y por consecuencia decidió no estar solo. Otra de las razones por las cuales tomó dicha decisión, a su avanzada edad, fue su profunda necesidad de cumplir con su deber sagrado de abrir el ejal (puerta del lugar en el cual se guarda la Torá) en el día de Yom Kipur. Según sus palabras a quienes colaboraron con él para encontrar una esposa: « según la Kabala, un hombre debe abrir las puertas del ejal el día de yom Kipur. Sin embargo, debe estar casado. Como soy viudo, no tengo la posibilidad de cumplir esta mitzva. Entonces estoy en la obligación de casarme lo más pronto posible ». La Rabbanit Dorit lo acompañaría durante sus últimos años, encargándose devotamente de las necesidades del Rab, así como de la organización de la recepción del público que vendría a demandar la bendición del Rab. A causa de ello, La Rabbanit fue bendecida enormemente. El rab tenía como hábito bendecirla así: « Tu eres La Paz, que La Paz résida en tu casa así como en todo lo que tú posees, Dios dará fuerza a su pueblo, El bendecirá a su pueblo con La Paz ».
Del Rab Kaduri se dice que comía y dormía muy poco, particularmente, desde su juventud, dejó de comer carnes, aves o pescado, con excepción de dos veces al año (en la celebración de la fiesta de Purim y en la víspera de Yom Kipur). Sus discípulos le preguntaban sobre las razones por las cuales no consumía Carnes, a lo que él respondía que ello aturdía su cuerpo y ralentizaba su actividad espiritual. Su alimentación se basaba en consumir huevos, frutos secos, arroz y legumbres. Durante sus más de 100 años, el Rab gozó de un cuerpo sano, puro y santo lo cual prolongó su existencia. 
Para ganarse la vida, el Rab Kaduri trabajó como encuadernador de libros y textos religiosos judíos, pero no de manera tradicional. Antes de comenzar la encuadernación de cada libro, el Rab lo estudiaba en su integridad, incluso con las observaciones de su autor, sin importar cuál fuera el sujeto. Sorprendía siempre a sus alumnos, al recitarles textos que memorizaba de los libros religiosos que encuadernaba, incluso indicando la página en la cual se encontraba dicha enseñanza. Su capacidad de memorizar era excepcional.

## Estudiante de la Cábala
Estudio en el instituto Shoshanim LeDavid Yeshiva para cabalistas de Irak. Ahí aprendió de los Líderes cabalistas de Su Tiempo, incluyendo Rabí Yehuda Ftaya, autor de Beit Lejem Yehudah, y el Rabí Yaakov Jaim Sofer, autor de Kaf Hachaim. Después comenzó un Estudiar regularmente el Talmud, y la ley rabínica en Porat Yosef Yeshiva en Jerusalén, Ciudad Vieja, Donde el además estudió Cábala Con El Rosh Yeshivá, Rabí Esdras Attiya, Rabí Eliahu Saliman (Pader del sefardí Mordechai Eliyahu Jefe Rabí), y otros rabinos.
En 1934, Rabí Kaduri y su familia se mudaron a la ciudad y su familia se mudó la Ciudad Vieja, donde el Porat Yosef Yeshivah le dio un apartamento cercano, con un trabajo de encuadernación de libros y la copia de la Yeshivá, más raros manuscritos de la Biblioteca de la ieshivá. Los libros se mantuvieron en la biblioteca de la ieshivá, mientras que las copias de los manuscritos fueron almacenadas en la biblioteca personal de Rabí Kaduri. Antes de la unión cada libro, él sería estudiarlo con atención, se comprometía a la memoria. Fue la reputación de tener una memoria fotográfica y también dominado el Talmud de memoria, incluyendo los adyacentes comentarios de Rashi y Tosafot.  
Durante el Conflicto Árabe-Israelí que llevó a la guerra árabe-israelí de 1948, el Instituto Porat Yosef Yeshivah fue virtualmente transformado en una fortaleza debido a los ataques frecuentes. Cuando el sector Judío cayó bajo la ocupación del ejército de Jordania, incendió el instituto y los hogares vecinos, destruyendo todos los libros y manuscritos Que El Rabí Kaduri no pudo rescatar y resguardar en el Instituto Beit El Yeshiva (Yeshivat HaMekubalim) en Jerusalén. El conocía de memoria todos los Escritos del Rabí Itzjak Luria, el fundador de la Escuela Moderna de Cábala. Después de la muerte del Líder cabalista, Rabí Efraim Hakohen, en 1989, el resto de los cabalistas nombraron a Rabí Kaduri como líder en el 2012. Rabí Kaduri no publicó ninguna de las obras de su autoría en la Kabbalah; permitió sólo a los estudiantes de la Cábala para estudiarlos. Él publicó algunos artículos que criticaban a los que se dedican a la "Cábala práctica", la difusión popular de consejos o amuletos, a menudo por un precio. Él también habló en contra de la creación de organizaciones de culto frecuentados por celebridades pop. "La Cabalá no se les debe enseñar a los no-Judíos", explicó.

## Bendiciones, amuletos y profecías
Con los años, miles de personas (principalmente, aunque no exclusivamente sefarditas) vendrían a buscar sus consejos, bendiciones y amuletos que crearía específicamente para el individuo que lo necesite. Había aprendido los secretos cabalísticos de los amuletos de su maestro, Rabí Yehuda Fatiyah. Muchas personas atribuyen directamente milagros personales para recibir una bendición de Rabí Kaduri, tales como: la recuperación de enfermedades graves, los niños nacidos de parejas con problemas de fertilidad, la búsqueda de cónyuge, y las mejoras económicas.
Su ascenso a la fama, sin embargo, comenzó cuando su hijo, Rabí David Kaduri, que tenía una tienda de aves de corral en el Mercado Bukharim, decidió fundar una organización adecuada Ieshivá con su padre. Llamado Nachalat Itzjak yeshiva, se encuentra adyacente a la casa de la familia en el barrio Bukharim de Jerusalén. Su nieto, Yossi Kaduri, participó en este esfuerzo con él.
Kaduri habría recibido las bendiciones del Ben Ish Chai (Rabí Yosef Jaim de Bagdad) en 1908 y del Rebe de Lubavitch (Rabí Menajem Mendel Schneerson) en 1990 que se reuniría con el Mesías. En este contexto, vale la pena señalar que muchos consideran Rabí Schneerson a sí mismo como el mesías , Lo que sin duda contextualiza puede informar al alcance de una gran bendición. En cualquier caso, otras fuentes dicen estas bendiciones eran para yamim Arichat, larga vida, que sin duda se refleja en su avanzada edad.
Kaduri era visto como un profetizador. A finales de 2004, Kaduri dijo que "se prevén grandes tragedias en el mundo", dos semanas antes del terremoto y el tsunami del 2004 en el océano Índico; reportero Baruch Gordon de Arutz Sheva conecta los dos diciendo Kaduri predijo la tragedia. En 2005, Kaduri hizo predicciones de nuevos desastres naturales.
En 2007, Israel Today informó que meses antes de morir, Isaac Kaduri, supuestamente escribió el nombre del Mesías en una pequeña nota que solicitaba permaneciera cerrada hasta un año después de su muerte.

## Participación en política
Las dos últimas décadas de su vida se vieron empañadas por la polémica forma que algunos lo utilizaría para promover los diversos partidos políticos. Rabí Kaduri logra estatus de celebridad durante las elecciones de 1996 la Knéset, cuando fue trasladado en helicóptero a varios mítines políticos en apoyo del partido Shas, y para amuletos que se produjeron en su nombre para los partidarios de ese partido.
En octubre de 1997, Benjamin Netanyahu, que estaba entonces en su primer mandato como primer ministro de Israel, vino a visitar a su Kaduri sinagoga y se registró como susurrando en su oído "la izquierda ha olvidado lo que es ser un Judío". Esto fue considerado como una acción divisiva y resonó en la prensa.

## Últimos días

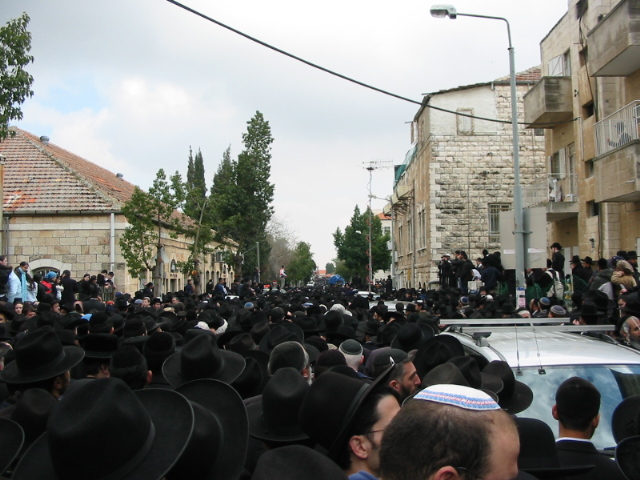
El cortejo fúnebre frente a Nachalat Yitzchak Yeshiva, David St., barrio de Bucharim, Jerusalén

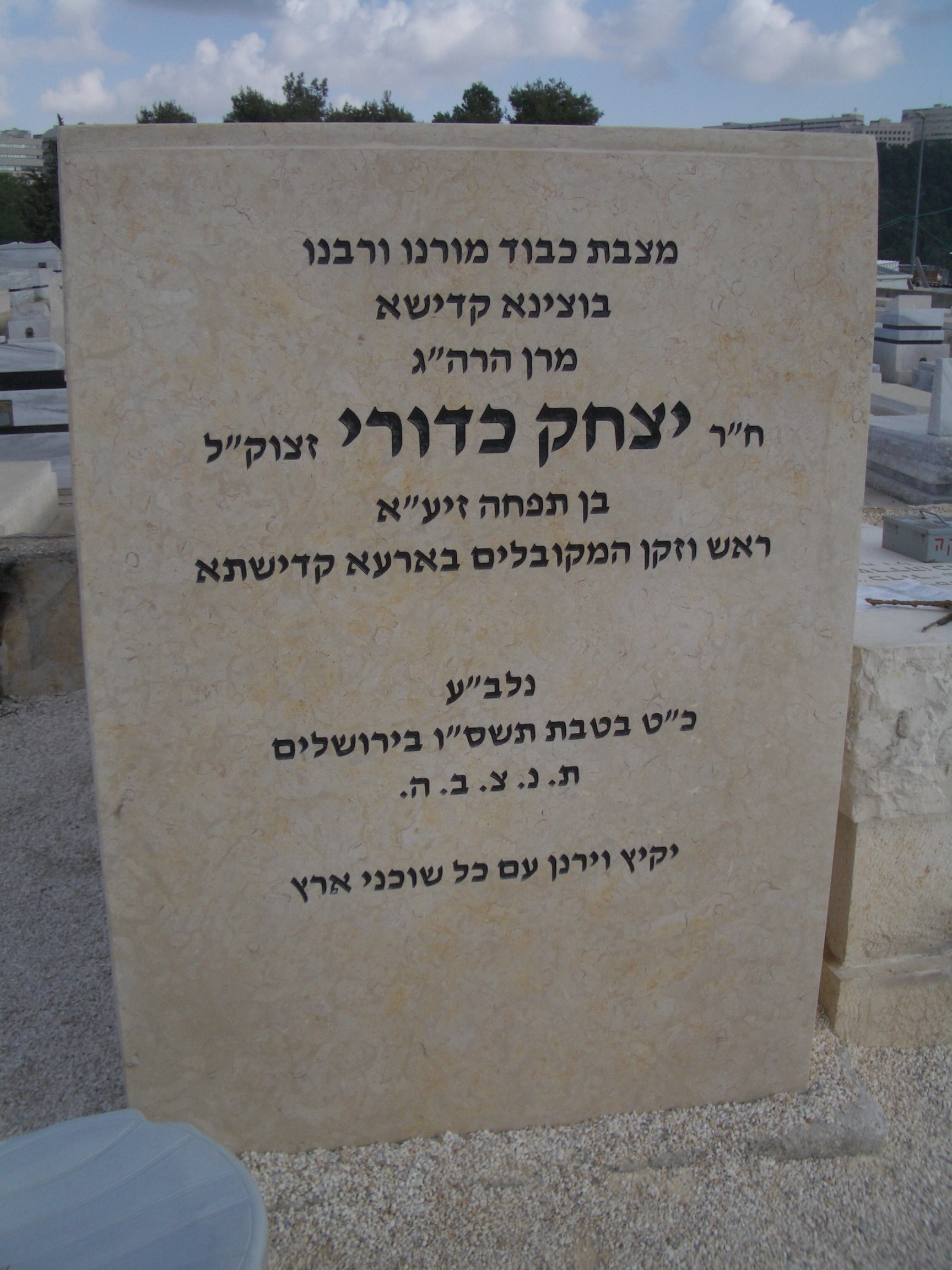
Piedra sepulcral del 'Rosh HaMekubalim' 'Yitzhak Kaduri

Kaduri vivió una vida simple y austera. Comía poco y hablaba poco, y hacía oración cada mes en el cementerio de tzaddikim en Israel. Su primera esposa, Rabbanit Sara, murió en 1989. Se volvió a casar en 1993 con Rabbanit Dorit, baalat teshuva quien tenía la mitad de su edad.
En enero de 2006, Rabí Kaduri fue hospitalizado con pneumonia en el hospital Bikur Holim en Jerusalén, donde usó un respirador artificial donado por una persona cercana. Murió cerca de las 10 p. m. el 28 de enero de 2006 (29 Tevet 5766). Permaneció alerta y lúcido hasta su último día.
Se estima que 300.000 personas participaron en la procesión de su funeral el 29 de enero, que se inició en Nachalat Yitzchak Yeshivah y recorrió las calles de Jerusalén hasta el cementerio Givat Shaul cercano a la entrada de la ciudad de Jerusalén.
Dentro de todo su círculo que lo rodeaba ,en sus últimos días escribió una carta en donde mencionaba un dato que causó conmoción entre la comunidad Jasidica.
El menciona en esta carta: "Tuve una visión que me revelaba el verdadero nombre del Melech Ha Moshiach, su nombre es Yehoshúa (Josué) y su "aparición" física frente a mi."
Por respeto a su imagen, se le respeta por su importancia entre la comunidad.
Hizo un gran trabajo de alto valor espiritual en sus días.